# Pik Talgar
Der Pik Talgar (kasachisch Талғар шыңы / Talghar Schyngy) ist ein Berg im Tian Shan in Zentralasien.
Er ist mit 4978,9 m der höchste Berg im Transili-Alatau und befindet sich in der Nähe der südkasachischen Metropole Almaty, südlich der Stadt Talghar.
Neben dem Hauptgipfel trägt der Berg einen knapp 5000 m hohen Nordgipfel und einen 4860 m hohen Südwestgipfel. An den Süd- und Osthängen des Massivs befindet sich der Korschenewski-Gletscher. Der 12 Kilometer lange Gletscher ist der größte Gletscher im Transili-Alatau.